# Suburbia (sång)
Suburbia är en synthpoplåt av Pet Shop Boys, och framförs med Neil Tennant på sång och Chris Lowe på klaviatur. Den släpptes på singel 1986 samt på albumet Please. Singeln blev 8:a på den brittiska listan och en topp 10-hit i många andra länder. I Sverige blev den 6:a på singellistan.
Sångens beskrivning av ämnet har gjort den till ett ofta citerat musikstycke vad gäller förortsliv.

## Låtförteckning
7": Parlophone / R 6140 (UK)
1. "Suburbia" (New version) – 3:59
2. "Paninaro" – 4:37

2x7": Parlophone / RD 6140 (UK)
1. Suburbia (New version) – 3:59
2. Paninaro – 4:37
3. Love comes quickly (Shep Pettibone mastermix – early fade) – 6:20
4. Jack the lad – 4:30
5. Suburbia Pt. Two – 2:20

Kassett: Parlophone / TC R 6140 (UK)
1. Suburbia (New version) – 3:59
2. Paninaro – 4:37
3. Jack the Lad – 4:30
4. Love Comes Quickly (Shep Pettibone Remix) – 7:34

12": Parlophone / 12 R 6140 (UK)
1. Suburbia (The Full Horror) – 8:55
2. Paninaro – 4:37
3. Jack the Lad – 4:30

## Listplaceringar
| Lista (1986-1987) | Topplacering |
| ----------------- | ------------ |
| Nederländerna     | 3            |
| Nya Zeeland       | 5            |
| Schweiz           | 3            |
| Sverige           | 6            |
| Österrike         | 9            |